# WHBE (AM)
WHBE (680 kHz) é uma estação de rádio AM que transmite um formato esportivo. Licenciado para Newburg, Kentucky, Estados Unidos, uma comunidade Census Designated Place (CDP) não incorporada no condado de Jefferson, que em 2003 se fundiu ao lado do resto do condado com Louisville, a estação atende a área de Louisville. A estação é atualmente propriedade da UB Louisville, LLC e apresenta programação da ESPN Radio.

## História
A estação foi ao ar em 24 de agosto de 1992 como WXKN, com um formato de notícias/conversas, consistindo em grande parte na programação da CNN Headline News. As letras de chamada foram alteradas para WNAI em 1997. A Word Broadcasting Network, proprietária da estação de televisão WBNA, adquiriu a estação em 1999 e a rebatizou de WJIE (compartilhando letras de chamada com a WJIE-FM, que é propriedade de uma entidade irmã da Word Broadcasting Network). Três anos depois, a estação foi vendida para a The Walt Disney Company, que implementou sua programação da Radio Disney em 16 de março de 2002; em 23 de abril, as letras de chamada foram alteradas para WDRD.
A Disney colocou a WDRD à venda no final de setembro de 2010 e planejou originalmente fechar temporariamente a estação em 30 de setembro de 2010. No entanto, a estação mudou para a ESPN Radio em 29 de setembro (também de propriedade da Disney), que já havia sido ouvida no WQKC antes de ser fechada pela Cumulus Media em agosto anterior, após um acordo para vender a estação para Chad Boeger foi alcançado. Boeger adquiriu a estação por meio da UB Louisville, LLC; esta entidade compartilha vários investidores com a Union Broadcasting, proprietária da estação esportiva WHB de Kansas City, Missouri. As letras de chamada foram alteradas para o atual WHBE em 18 de fevereiro de 2011. Sua estação irmã, WHBE-FM, 105,7 MHz, Eminence-Frankfort, KY, que é audível na cidade metropolitana de Louisville, foi adquirida da Davidson Media, LLC em abril de 2014 (a maioria simulcast com WHBE-AM, alguns programas do ESPN Deportes Spanish para atrair o público hispânico; a estação era anteriormente toda em espanhol WTUV-FM).